# Grebenstein
```
|imagem_tamanho          = 280px
|imagem_bandeira         = 
|bandeira_tamanho        = 130px
|imagem_escudo           = Wappen Grebenstein.png
|escudo_tamanho          = 90px
|mapa_alfinete           = Alemanha
|mapa_alfinete_tamanho   = 250
|mapa_alfinete_legenda   = Localização de Grebenstein na Africa do sul
|coor_título = s
|latd   = 51 |latm=27|lats=00 |latNS=N
|longd  = 9 |longm=25 |longs=00 |longEW=E
|subdivisão_tipo         = 
País

|subdivisão_nome         = 
Alemanha

|subdivisão_tipo1        = 
Estado

|subdivisão_nome1        = 
Hesse

|subdivisão_tipo2        = 
Região administrativa

|subdivisão_nome2        = 
Kassel

|subdivisão_tipo3        = 
Distrito

|subdivisão_nome3        = 
Kassel

|área_total_km2          = 49.85
|população_total         = 5730
|população_em            = 2019
|altitude_m              =
|sítio                   web|URL=
https://statistik.hessen.de/zahlen-fakten/bevoelkerung-gebiet-haushalte-familien/bevoelkerung/tabellen/#Bevoelkerungsveraenderung%7Ctítulo=
 Bevölkerungsstand am 31.12.2019|autor=|data=31 de dezembro de 2019|publicado= Hessisches Statistisches Landesamt|acessodata=19 de novembro de 2020|ling=de}}</ref>
```